# Sulfonylurea

Sulfonylureas verkningsmekanism på betaceller i bukspottskörteln. Engelsk text.

Sulfonylurea, eller sulfonureider, är en typ av antidiabetisk medicin som tas av personer med typ 2-diabetes. De verkar genom att öka utsöndringen av insulin från bukspottskörteln.

## Generationer
Efter att sulfonylureas effekt på diabetes mellitus upptäcktes 1942 har den genomgått ett antal utvecklingssteg. Man delar därför in sulfonylurea i olika generationer. Den största skillnaden mellan generationerna är på det sätt de binder till sina receptorer i kroppen. Med varje progressiv generation binder de hårdare och kräver därmed en lägre dos. Patienter med känsliga eller mindre effektiva njurar brukar därför rekommenderas de senare generationerna av sulfonylurea.

### Exempel på första generationens sulfonylurea
- Klorpropamid
- Tolbutamid

### Exempel på andra generationens sulfonylurea
- Glipizid (Mindiab)
- Glibenklamid (Daonil)
- Glimepirid (Amaryl)

I vissa fall räknas Glimeprid som den tredje generationen.

## Biverkningar
Den mest förekommande biverkningen är att personen drabbas av hypoglykemi, alltså för lågt blodsocker. Men andra biverkningar, som dock är ovanligare kan vara:
- Hudreaktion
- Mörk urin
- Magbesvär (illamående, diarré)

## Fotnoter
1. ↑  ”sulfonureider - Uppslagsverk - NE.se”. www.ne.se. https://www.ne.se/uppslagsverk/encyklopedi/l%C3%A5ng/sulfonureider. Läst 22 februari 2018.
2. ↑  Loubatières-Mariani, Marie-Madeleine (2007). ”The fiftieth anniversary of the discovery of hypoglycemic sulfonamides” (på engelsk sammanfattning av fransk artikel). J Soc Biol. 201 (2):  sid. 121-5. https://www.ncbi.nlm.nih.gov/pubmed/17978743. Läst 5 maj 2018.
3. ↑  "Diabetes Management", "Diabetes Drugs: Sulfonylureas", Läst 2014-05-26.
4. ↑  DiabetesNet, "Sulfonylureas", Läst 2014-05-25.
5. ↑  "MedicineNet", "Definition of Sulfonylurea", Läst 2014-05-26.